# John William Lieb
John William Lieb (Newark, 12 de fevereiro de 1860 – New Rochelle, 1 de novembro de 1929) foi um engenheiro eletricista estadunidense. Trabalhou na Edison Electric Light Company e foi presidente do Instituto Americano de Engenheiros Eletricistas, de 1904 a 1905. Recebeu a Medalha Edison IEEE pelo "desenvolvimento e operação de estações centrais elétricas para iluminação e potência."